# Nippon Kokusai Kōkū Kōgyō
Nippon Kokusai Kōkū Kōgyō K.K. (jap. 日本国際航空工業株式会社, ~ Kabushiki-gaisha, dt. „Japan International Flugzeug Industrie AG“) war von 1941 bis 1945 ein japanischer Flugzeugbauer im Zweiten Weltkrieg.

## Geschichte
Im Juni 1941 fusionierten die Firmen Japan Air Industries, Osaka und International Aircraft Co., Tokyo zur Nippon Kokusai Kōkū Kōgyō, kurz Kokusai. Das Startkapital von ¥36.000.000 lieferte die Kanegafuchi Textile Interests. Japan Air Industries hatte eine Flugzeugrumpf- und Flugpropeller-Manufaktur in Hiratsuka während International Aircraft eine Flugzeugrumpf- und Flugmotoren-Manufaktur in Kyōto plante. Nachdem die Fusion vollzogen war, wurde als Hauptsitz Tokio ausgewählt. Im Januar 1943 wurde der Sitz der Aktiengesellschaft nach Osaka verlegt und im April 1945 letztlich nach Kyōto.
Zusätzlich zu den bereits bestehenden Produktionsstandorten in Hiratsuka und Okubo wurden in den Folgejahren sechs weitere Standorte eröffnet: Kamikyo (1941), Sonobe (1942), Kanzaki (1942), Fukui (1942), Harue (1943) und Yodogawa (1944).
Finanzielle Unterstützung erhielt Kokusai von der Japan Industrial Bank, die vom Munitionsministerium ihre Order erhielt. Obwohl Kokusai als privates Unternehmen operierte unterstand es der direkten Kontrolle der japanischen Regierung, da Darlehen, Ressourcenzuteilung, Heeres-Inspekteure und -Vorgesetzte von ihr koordiniert wurden. Geführt wurde das Unternehmen von Shingo Tsuda, Vizepräsident war Jinkichi Terada.
Kokusai fertigte neben Flugzeugen wie dem Kokusai Ki-59 auch Lastensegler wie den Kokusai Ku-8 an. Kokusai war zur damaligen Zeit einer von vielen kleineren Flugzeugherstellern, die hauptsächlich durch Handarbeit hergestellte Flugzeuge und Flugzeugteile fertigte. Die ca. 25.000 Beschäftigten erreichten im Juli 1944 eine Produktion von 4.000.000 Arbeitsstunden. Gearbeitet wurde in zwei Schichten zu jeweils 10 bis 12 Stunden.
Um nicht den alliierten Bombenangriffen ausgesetzt zu sein wurden die Produktionsstätten zwischen März und Mai 1945 aufgeteilt und in einem Umfeld von mehreren Kilometern rund um die Standorte an versteckten Plätzen wie Schulen, aufgegebenen Straßentunneln oder Unterständen im Wald wieder aufgebaut. Zwar waren die Anlagen nun vor Zerstörung einigermaßen sicher, doch mit der Aufteilung geriet die Produktion abrupt ins Stocken und Kokusai hörte effektiv auf, zu produzieren. Zirka 5.000 Flugzeuge wurden durch Kokusai hergestellt.
Am Kriegsende wurde Nippon Kokusai Kōkū Kōgyō aufgelöst und von der 1946 neugegründeten Nissan Shatai K.K. übernommen.

## Flugzeugmodelle
Folgende Flugzeugmodelle wurden von Kokusai gefertigt:
- Kokusai Ku-7
- Kokusai Ku-8
- Kokusai Ki-59
- Kokusai Ki-76
- Kokusai Ki-84
- Kokusai Ki-86
- Kokusai Ki-105